# .300 Winchester Short Magnum

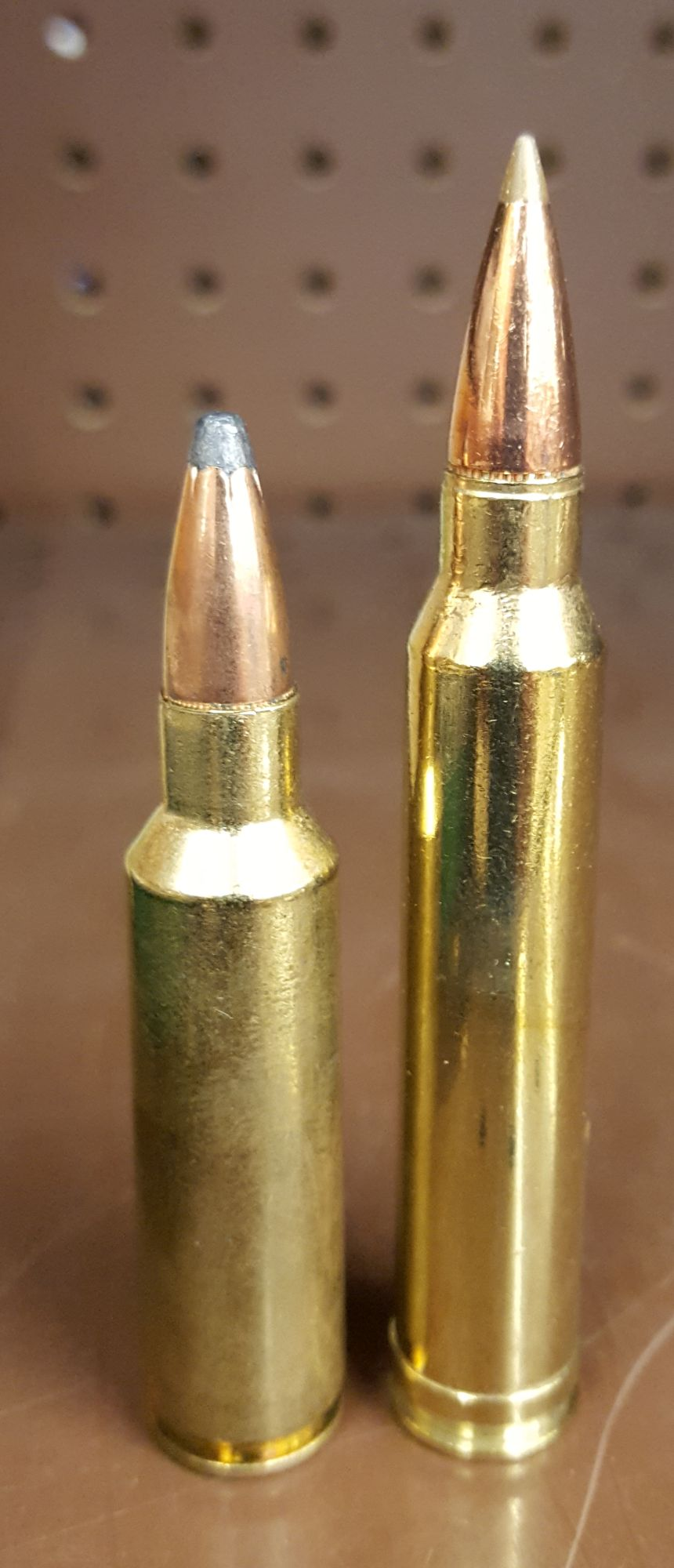
Um .300 WSM (esquerda) e um .300 Winchester Magnum (direita).

O .300 WSM (Winchester Short Magnum), é um cartucho de fogo central de rifle de calibre .30 curto, com estojo de aro rebatido, que foi introduzido em 2001 pela Winchester.

## Características
A vantagem do .300 WSSM é que as balísticas são quase idênticas as do .300 Winchester Magnum, mas podendo usar um rifle mais leve com uma ação mais curta e queimando 8 - 10% menos pólvora. Uma desvantagem dos designs de estojos de cartucho com diâmetros de "cabeça" relativamente grandes (caso das famílias WSM e WSSM) reside nos níveis de impulso do ferrolho relativamente elevados exercidos no mecanismo de bloqueio da arma de fogo utilizada. Também em ações "small ring", o diâmetro da câmara maior remove mais aço da base do cano, tornando-a mais fraca radialmente.[carece de fontes?]